# Apterocerina fascipennis
Apterocerina fascipennis är en tvåvingeart som först beskrevs av Günther Enderlein 1921.  Apterocerina fascipennis ingår i släktet Apterocerina och familjen fläckflugor.
Artens utbredningsområde är Bolivia. Inga underarter finns listade.